# 오텀와역

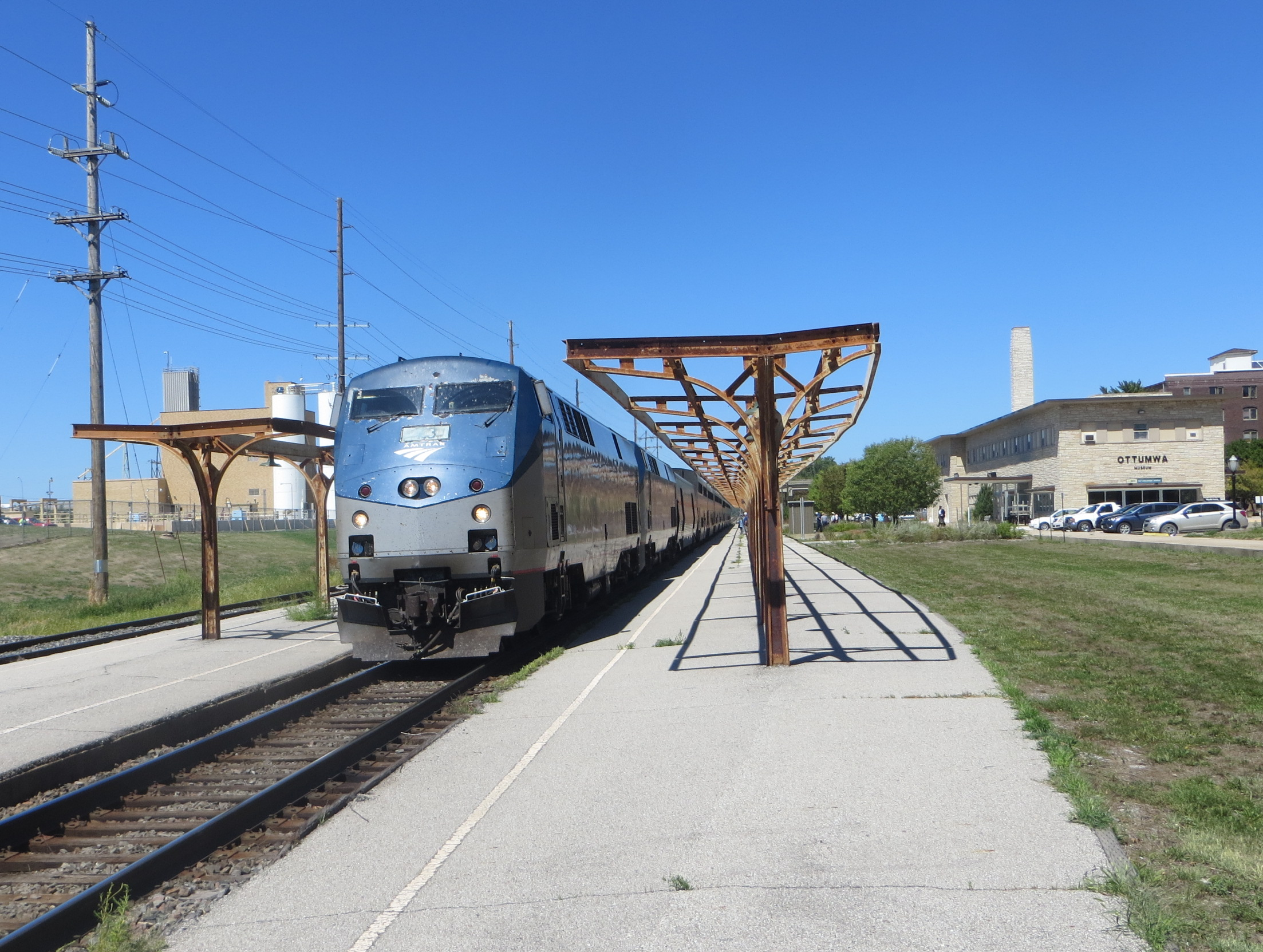

오텀와역(Ottumwa station)은 미국 아이오와주 오텀와에 있는 암트랙 시외 기차역이다. 이 역은 원래 시카고, 벌링턴, 퀸시 철도에 의해 건설되었으며 2008년 11월 26일부터 미국 국립사적지에 의해 벌링턴 디포(Burlington Depot)로 등재되었다. 2011년에 역사적 철도 지구(Historic Railroad District)의 기여 자산이 되었다.

## 대중교통 연결
오텀와 교통국 동서 노선이 역 근처에 정차한다. 그러나 현재 캘리포니아 제퍼(California Zephyr)의 스케줄에 따르면 에머리빌행 열차는 시스템이 일일 운행을 종료한 후 거의 한 시간 후에 도착한다.
또한 벌링턴 철도(Burlington Trailways)에서 운영하는 시외 버스는 두 블록 떨어진 마켓 스트리트(Market Street)와 메인 스트리트(Main Street) 모퉁이에 정차한다.